# Jean-Joseph Mounier

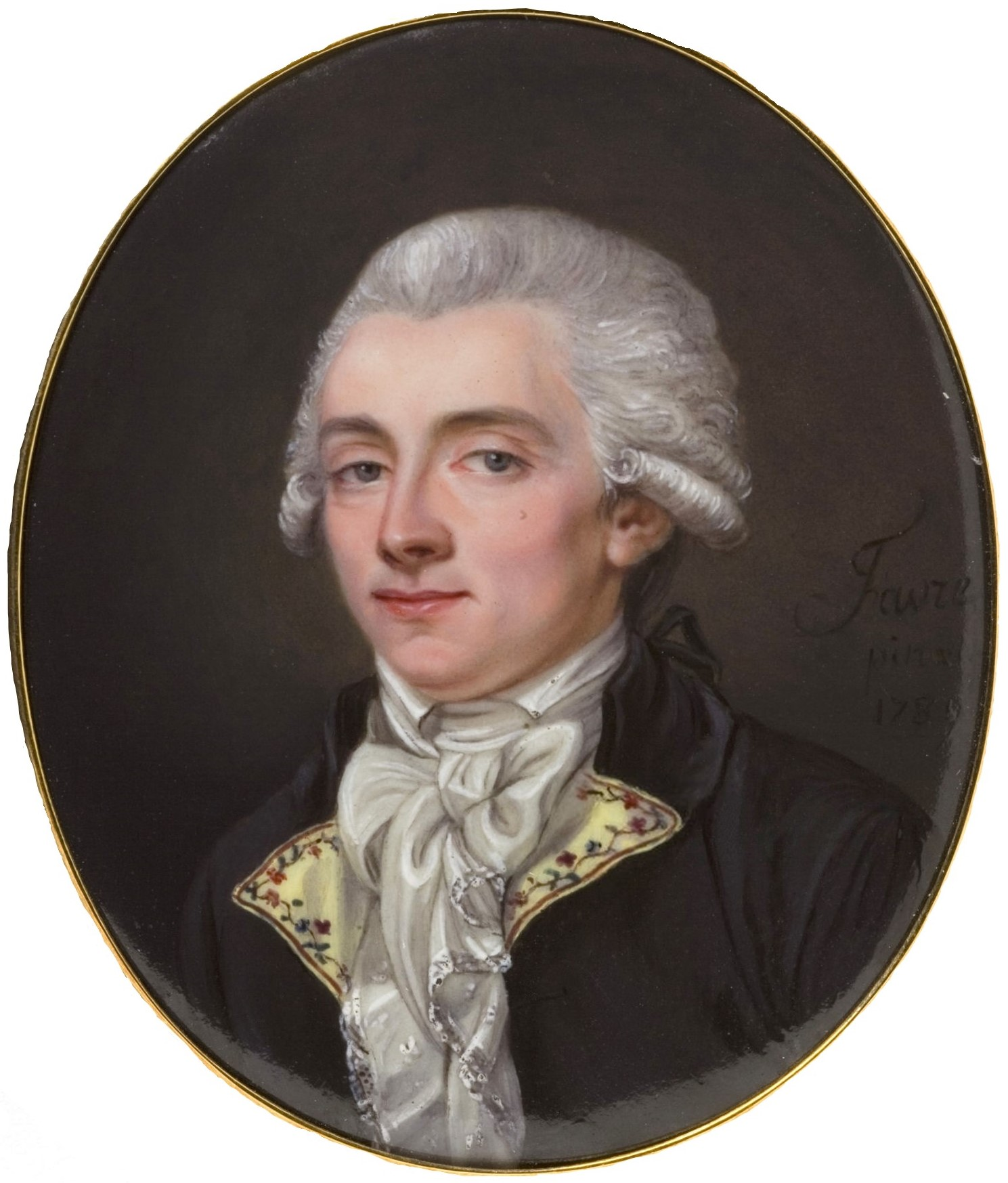
Jean-Joseph Mounier

Jean Joseph Mounier (Grenoble, Dauphiné, 12 de noviembre de 1758 - París, 26 de enero de 1806) fue un abogado, político y ensayista francés. Fue elegido diputado del Tercer Estado por el Dauphiné, para los Estados Generales de 1789, donde jugó un papel determinante en los albores de la Revolución francesa.

## Biografía
Propuso el Juramento del Juego de Pelota y, como miembro de la Asamblea Nacional Constituyente, fue uno de los principales promotores de la Declaración de los Derechos del Hombre y del Ciudadano. Admirador de las instituciones británicas y especialista en derecho público británico, defendía una monarquía constitucional apoyada en dos cámaras, con un senado cuyos escaños serían hereditarios, y en la que el rey mantuviese su derecho de veto absoluto. Se opuso por este último motivo a la mayoría de los miembros de la Asamblea Constituyente (entre ellos Barnave), que propugnaban que el rey sólo tuviese derecho a un veto suspensivo. Esta postura hizo que se alinease con el movimiento moderado llamado "monarquiano" (monarchien, en francés), una tendencia que no llegó a ser nunca un partido, pero que se diferenciaba de los monárquicos en que éstos defendían la vuelta al Antiguo Régimen y a la monarquía absoluta.
Descontento con el cariz que tomaba la revolución, se refugió en Suiza en 1790. A partir de 1797, enseñó historia, filosofía y derecho en el Ducado de Sajonia-Weimar. Regresó a Francia bajo el Primer Imperio en 1801, y fue nombrado prefecto del departamento de Ille-et-Vilaine en 1802, y Consejero de Estado en 1805 hasta su muerte en enero de 1806, en París.

## Obras
- Considerations sur les gouvernements, (1789)
- Recherches sur les causes qui ont empeche les Frangais de devenir libres, (1792)
- De l'Influence attribuee aux philosophes, aux francs-masons et aux illumines sur la revolution de la France, (1801)